# Aegilops geniculata

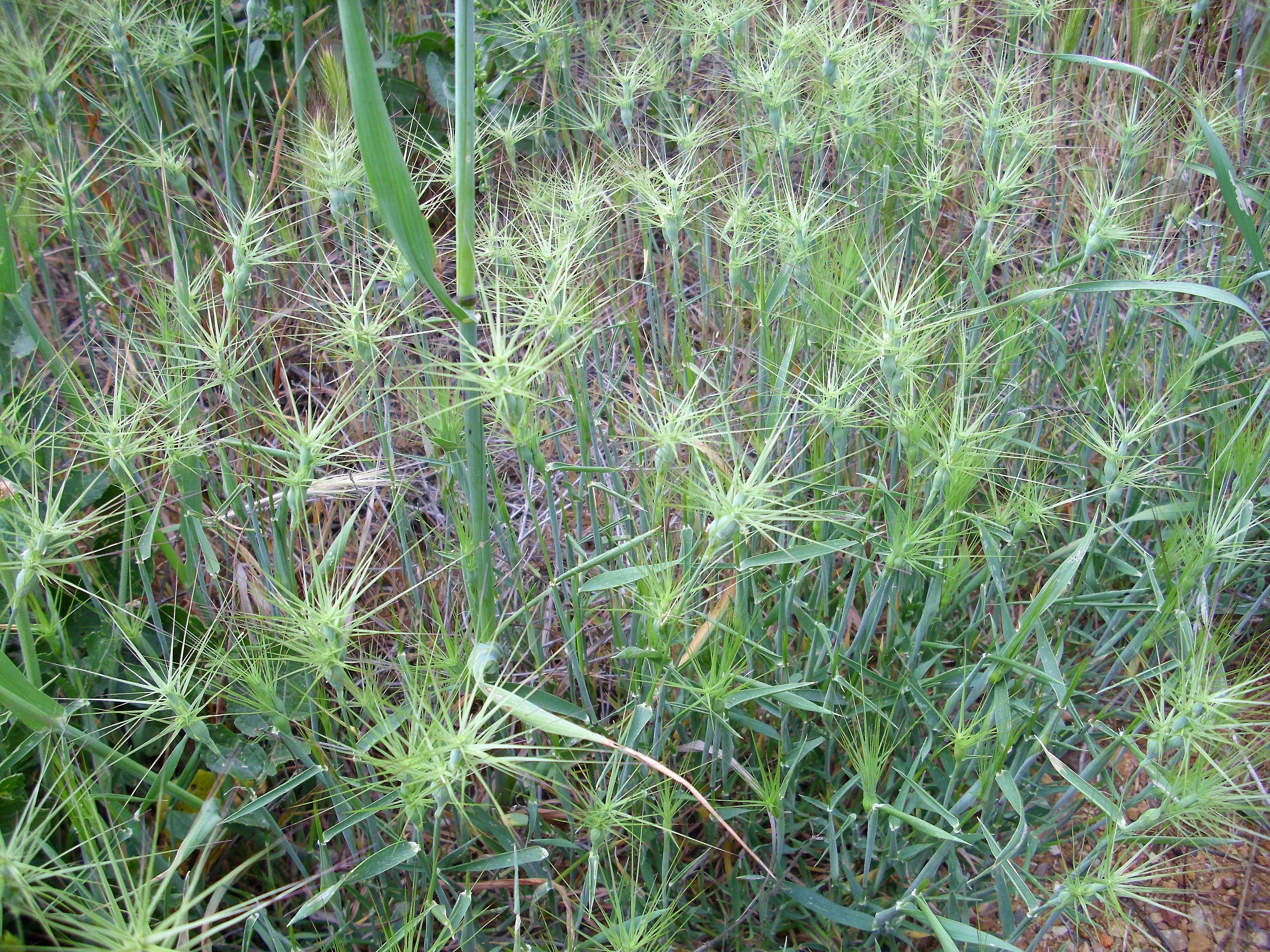
Vista de la planta en su hábitat

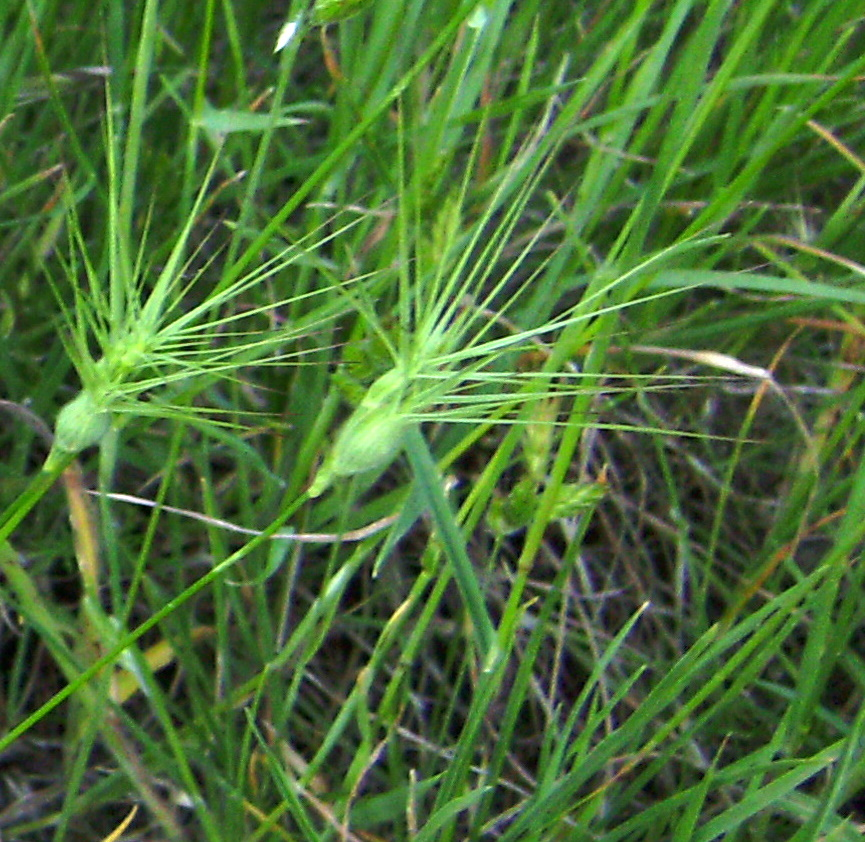
Vista de la planta

Aegilops geniculata, llamada comúnmente  rompesacos, trigo bastardo o respigón, es una planta herbácea de la familia de las gramíneas.

## Descripción
Gramínea lampiña, sin pelos, anual, amacollada, con muchos tallos derechos y torcidos bruscamente en la base, de unos 30 cm, muy dura y persistente. La espiga es de unos 3 cm de longitud, sin contar las aristas, con 4-5 espiguillas, pegadas alternadamente en el raquis, las superiores delgadas y estériles, las inferiores más abultadas, con glumas duras, cóncavo-convexas, nervios verdes, continuados en 3 argañas estrechas, rígidas, de unos 3 cm de longitud, colocadas en ángulo recto respecto a la espiguilla. Las 3 lemas también con 2 argañas largas. La lema de la espícula superior con 3 aristas. Páleas con dientes. Flor con 3 estambres, estigmas pegados en el interior de las glumelas. Hojas lanceoladas, planas y con larga punta, vaina larga, finamente rayada, con algunos pelillos. Lígula marrón con pelillos.

## Distribución y hábitat
Cuenca mediterránea y Asia occidental. Muy abundante en cuestas, adiles, terrenos incultos, secos y soleados. No la comen las ovejas por su aspereza y por sus numerosas, largas y rígidas argañas o aristas. Al secarse se endurece más y penetra en el tejido de los sacos, de ahí el nombre de rompesacos.

## Taxonomía
Aegilops geniculata fue descrita por Albrecht Wilhelm Roth y publicado en Botanische Abhandlungen 45. 1787.
Etimología
Aegilops: nombre genérico de una hierba otorgado por Teofrasto, deriva del griego aegilos = (una hierba del agrado de cabras, o una cabra).
geniculata: epíteto latíno
Sinonimia
- Aegilops altera Lam. ex Roth
- Aegilops brachyathera Pomel
- Aegilops divaricata Jord. & Fourr.
- Aegilops echinus Godr.
- Aegilops erigens Jord. & Fourr.
- Aegilops erratica Jord. & Fourr.
- Aegilops fonsiiSennen
- Aegilops microstachys Jord. & Fourr.
- Aegilops parvula Jord. & Fourr.
- Aegilops procera Jord. & Fourr.
- Aegilops pubiglumis Jord. & Fourr.
- Aegilops sicula Jord. & Fourr.
- Aegilops vagans Jord. & Fourr.
- Phleum aegilops Scop.
- Triticum vagans  (Jord. & Fourr.) Greuter[4]

## Nombres comunes
- Castellano: granillo áspero, hierba de la espiguilla, hierba del legañoso, rompe-sacos, rompesacos (7), rompisacos (2), trigo bastardo, trigo de perdiz, trigo montesino (3), trigo moro, trigo silvestre (2), triguera, triguillo.[5]